# Gottfried North
Gottfried North (* 18. Januar 1920 in Gießen; † 16. Oktober 2003) war ein deutscher Postbeamter, Philatelist und Postgeschichtler. Er war von 1962 bis 1985 Leiter des Bundespostmuseums in Frankfurt am Main und hat zahlreiche Schriften zur Postgeschichte und Philatelie veröffentlicht.
Nach dem Abitur in Gießen 1938 wurde er zum Arbeitsdienst, danach zum Wehrdienst eingezogen. Im Zweiten Weltkrieg erlitt er eine Nervenlähmung am linken Bein. Nach der Heimkehr aus sowjetischer Kriegsgefangenschaft im Juli 1947 trat er in den Postdienst bei der Deutschen Bundespost ein. Er wurde Beamter und leitete das Stadtpostamt in Gießen. Am 19. November 1962 wurde er Leiter des Bundespostmuseums in Frankfurt am Main. 1971 wurde er Geschäftsführer der Gesellschaft für deutsche Postgeschichte, 1980 wurde er zum Postdirektor ernannt. North vertrat die Deutsche Bundespost im Deutschen Museumsbund, im Internationalen Museumsrat (ICOM) und in der Internationalen Vereinigung der Verkehrs- und Kommunikationsmuseen (IATM), deren Vizepräsident er ebenfalls war. 1982 erhielt er das Verdienstkreuz am Bande des Verdienstordens der Bundesrepublik Deutschland. 1985 ging er in den Ruhestand. Auch nach dem Ausscheiden aus dem Beruf blieb er Kuratoriumsmitglied der Museumsstiftung Post und Telekommunikation sowie Chefredakteur der Schriftenreihe Archiv für deutsche Postgeschichte und Geschäftsführer der Deutschen Gesellschaft für Post- und Telekommunikationsgeschichte (DGPT). Er hat vielfach zu postgeschichtlichen und philatelistischen Themen publiziert. Neben eigenen Büchern erschienen von ihm mehrere Hundert Fachbeiträge in der Archivschrift. Er erhielt zahlreiche Ehrenpreise, darunter die Ehrenmitgliedschaft der DGPT und die Ehrenmedaille des BDPh.

## Werke
- Die Post – Ihre Geschichte in Wort und Bild (1988), ISBN 978-3-7685-0187-3
- 150 Jahre deutsche Briefmarke, Jubiläums-Edition (3 Bände, 1998)
- 150 Jahre deutsche Briefmarken (1999)